# MUFAS, BEING BORN, BAAANG!!
MUFAS, BEING BORN, BAAANG!!(ムーファス、ビーン・ボーン、バーーン！！)は、2004年10月20日に発売されたMUFASのミニ・アルバム。

## 概要
本作はMUFASのデビュー作品にあたる。シンプルなギター・ロック・ナンバーやストリングスを交えたハウス・チューンなど、多様な楽曲が収録されている。

## 収録曲
1. I GOT IT ALL (3:45)
2. Nice and Neat (3:36)
3. BONES (4:08)
4. yes, no, because (3:10)
5. The clue (4:57)
6. Harvest Moon (4:17)

## ゲストミュージシャン
- 渡辺等 （ベース、ブズーキ）M-3,6
- 平ヶ倉良枝 （ドラム、パーカッション）M-1,3
- 村田陽一 （トロンボーン、ユーフォニアム）M-6
- 西村浩二 （トランペット）M-6
- 荒木敏男 （トランペット）M-6
- 金原千恵子 （ヴァイオリン）M-6
- 栄田嘉彦（ヴァイオリン）M-6
- 古川原裕仁（ヴィオラ ）M-6
- 堀沢真己（チェロ）M-6

## その他
- M-1とM-6にはPVが存在する。
- ジャケットデザインは河原光のデザイン事務所TLGFが手がけた。